# Tây Berlin
Tây Berlin là cái tên được đặt cho nửa phía tây của Berlin nằm dưới sự kiểm soát chính thức của liên quân Mỹ, Anh, Pháp và không chính thức của nhà nước Cộng hòa Liên bang Đức (Tây Đức) (trong giai đoạn từ năm 1949 tới năm 1990). Trong nhiều năm nó đã được tích hợp vào, dù về mặt pháp lý không phải là một phần của Tây Đức. Nửa còn lại phía đông của thành phố do quân đội Liên Xô kiểm soát trở thành Đông Berlin, mà sau được nhà nước Cộng hòa Dân chủ Đức (Đông Đức) tuyên bố là thủ đô của mình. Tuy nhiên Mỹ và các nước phương Tây không công nhận điều này, bởi họ viện dẫn rằng toàn bộ thành phố về mặt pháp lý nằm dưới sự chiếm đóng của bốn cường quốc. Việc Đông Đức xây dựng bức tường Berlin năm 1961 đã đóng kín biên giới với Tây Berlin, mà từ sau Thế chiến II bị vây quanh bởi Đông Berlin và nước Đông Đức cộng sản.
Với khoảng 2 triệu dân, Tây Berlin là thành phố đông dân nhất của Đức thời Chiến tranh Lạnh, dù nó không chính thức thuộc về bên nào trong số hai nước Đức.

## Nguồn gốc

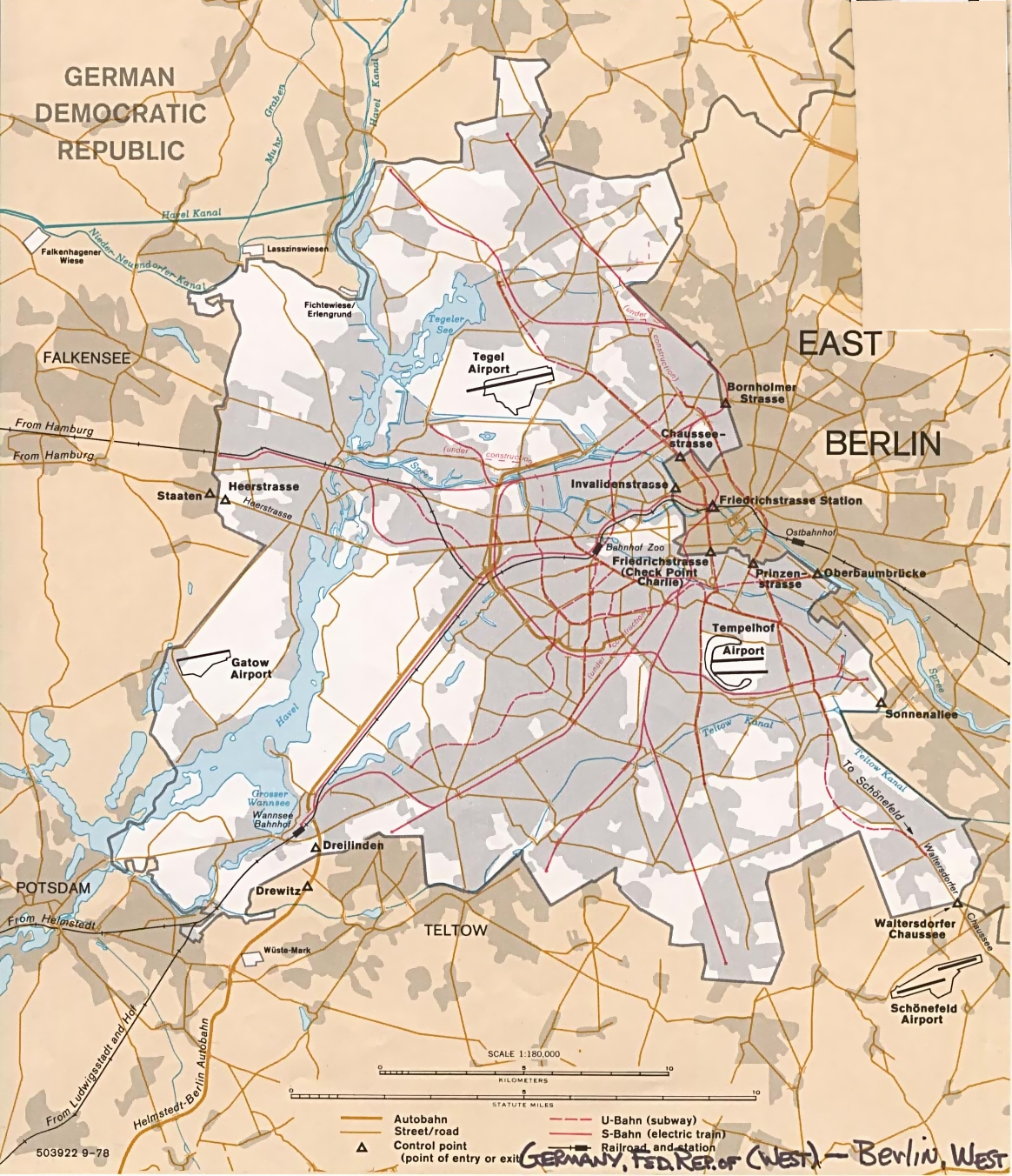
Tây Berlin, thời điểm năm 1978.

## Vị thế pháp lý

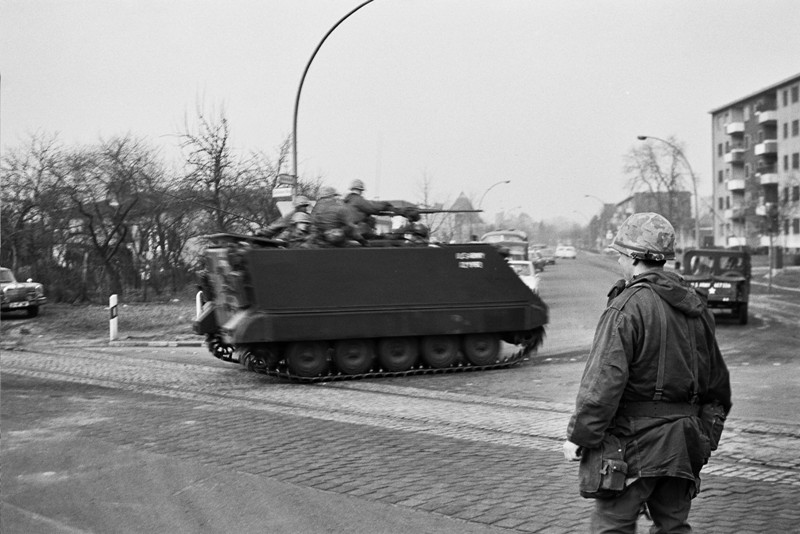
Năm 1969 các xe quân sự Mỹ gầm thét chạy qua các đường phố trong giờ cao điểm tại khu nhà ở thuộc quận Zehlendorf, một hành động nhắc nhở rằng Tây Berlin vẫn đang bị chiếm đóng chính thức bởi các Đồng Minh trong Thế chiến II.

### Giao thông với Tây Berlin bằng đường không qua Đông Đức

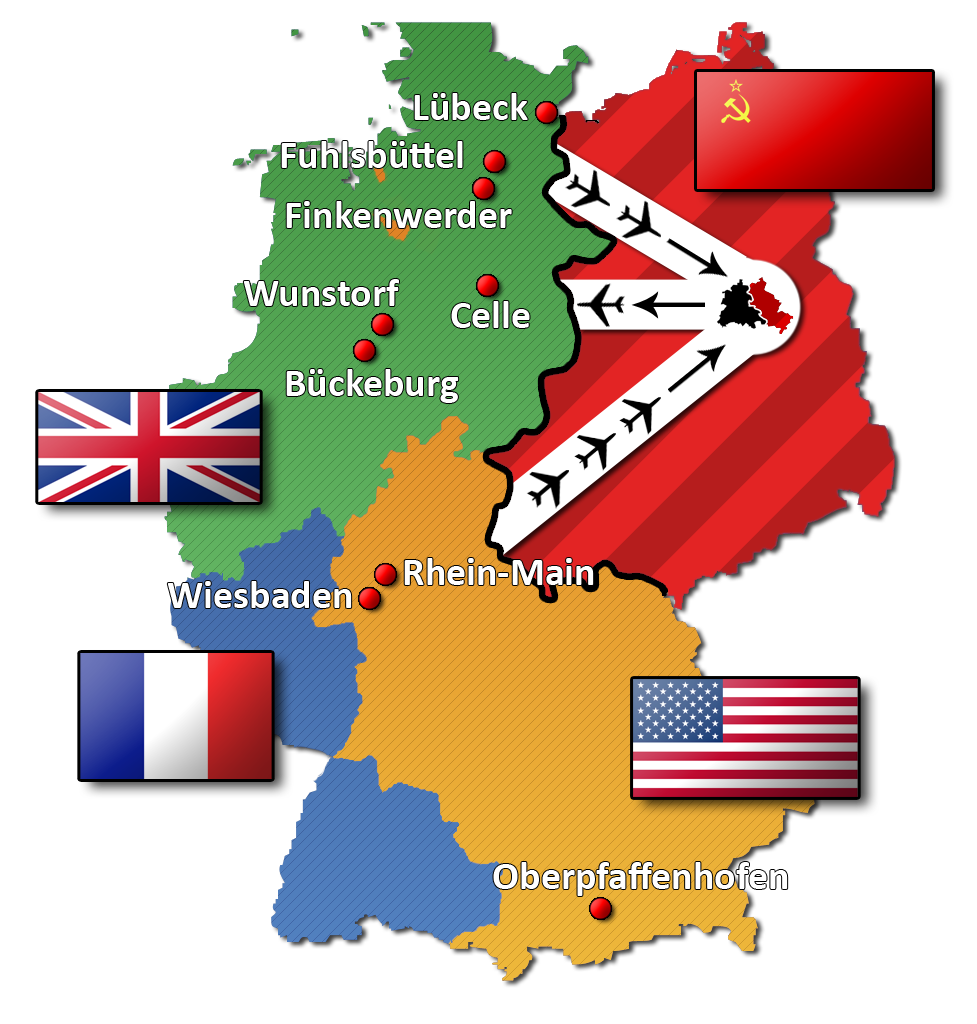
Ba Hành lang Hàng không Tây Berlin được phép duy nhất.